# ماتوی بوبال
ماتوی بوبال (اوکراینی: Матвій Матвійович Бобаль؛ زادهٔ ۲۷ مهٔ ۱۹۸۴) بازیکن فوتبال اهل اوکراین است.
از باشگاه‌هایی که در آن بازی کرده‌است می‌توان به باشگاه فوتبال تاوریا سیمفروپول، باشگاه فوتبال اوورلا اوژهورود، و باشگاه فوتبال داچیا کیشیناو اشاره کرد.
وی همچنین در تیم ملی فوتبال Ukraine (students) بازی کرده‌است.